# Nicolas White de Boisglé
Nicolas White, sieur du Boisglé, du Pont-Prin et de la Tandourie, (né à Saint-Malo le 17 avril 1721 mort à Saint-Malo le 20 mai 1782), est un noble d'origine irlandaise, négociant-armateur à Saint-Malo et maire de la ville de 1765 à 1770.

## Biographie

### Origine
Vers 1650 un irlandais originaire de Limerick Francis White (1625 1703) s'établit à Saint-Malo. Devenu un des « Bons négociants » de la place, capité pour 150 livres en 1701, il est naturalisé français vers 1680 et épouse une de ses compatriotes Helen Porter.
Son fils ainé Guillaume White (1669-1739) formé en Espagne à Cadix revient à Saint-Malo en 1705. Capitaine corsaire, établi comme négociant il participe aux armements interlopes et à la Compagnie d'assurances de Saint-Malo de 1707 à 1713, et devient administrateur trésorier de l'hôpital de Saint-Malo. Il investit une partie de sa fortune dans l'hôtel White construit lors du 1er agrandissement de Saint-Malo en face de la Porte Saint-Vincent. Son cadet Jacques White de Pontprin (1678-1755) lui aussi établi dans la cité, également négociant et  reçoit comme son frère le statut de noble, épouse en 1717 Marie-Thérèse Fauvel, dont est né Nicolas White.
Le 16 janvier 1759, à Saint-Malo, Nicolas White épouse Françoise Renée Briand de La Ville-au-Bel, fille de François Briand des Huperies et de Françoise Pélagie Goret de La Corbonnays.
- Françoise White de Boisglé, épouse de François Grout de la Grassinais, mort en émigration, fils de Nicolas Grout de La Grassinais, capitaine général garde-côtes au département de Cancale, et de Marie-Anne Gardin, et nièce de Jacques-François Grout de Saint-Georges.
- Marguerite White de Carcé, épouse en 1785 de Mathurin Jean-Paul Chéreil de La Rivière, président en la Chambre des comptes de Bretagne, fils de Mathurin-Pierre-François Chereil de La Rivière, également président en la Chambre, et de Michelle Banchereau.

### Carrière
Nicolas White succède à son père et à son oncle et réside dans l'Hôtel White où il aura comme locataire la famille de François René de Chateaubriand.
Important négociant de la cité de Saint-Malo au milieu du XVIIIe siècle, il est premier consul de la cité en 1764. Nommé maire l'année suivante, il se démet en 1770. Il est également subdélégué de l'intendant de Bretagne au département de Saint-Malo. 

## Sources
- André Lespagnol, Messieurs de Saint Malo: une élite négociante au temps de Louis XIV, Presses Universitaires de Rennes (1997) deux Tomes  (ISBN 2 86 847229 X) p. 861
- Gilles Foucqueron, Saint Malo 2000 ans d'Histoire, Tome II, p. 1596
- Patrick Clarke de Dromantin, Les réfugiés jacobites dans la France du XVIIIè siècle : l'exode de toute une noblesse pour cause de religion, Paris 2005.